# Nemoria priscillae
Nemoria priscillae là một loài bướm đêm trong họ Geometridae.